# Aldrovanda vesiculosa
Aldrovanda vesiculosa es la única especie viviente del género Aldrovanda  de plantas carnívoras y acuáticas perteneciente a la familia de las droseráceas. Hay diferentes especies extintas que únicamente existen en registros fósiles. Es nativa del Viejo Mundo y de Australia.

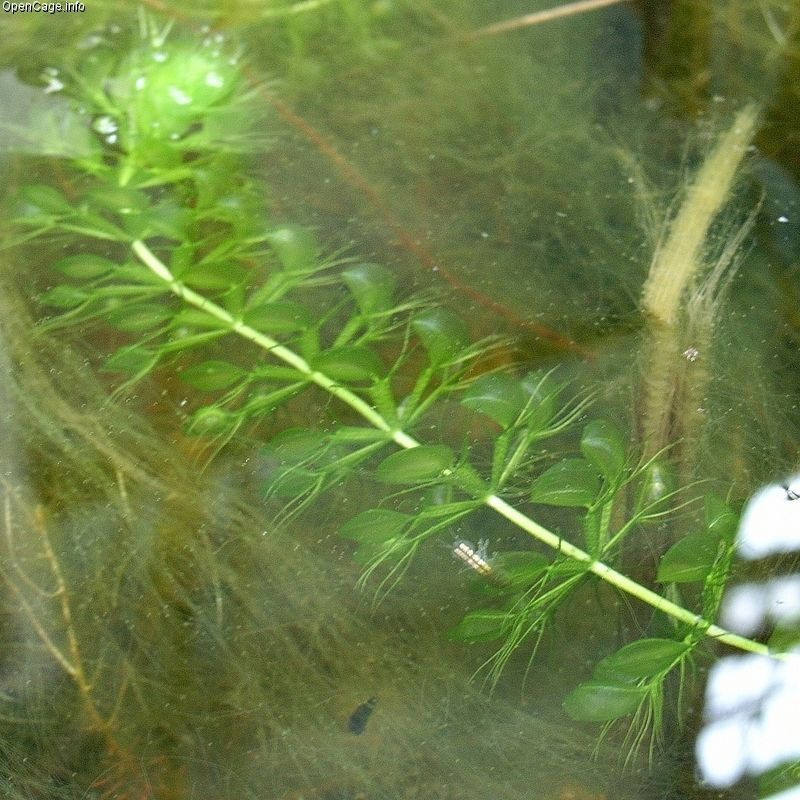
Vista de la planta

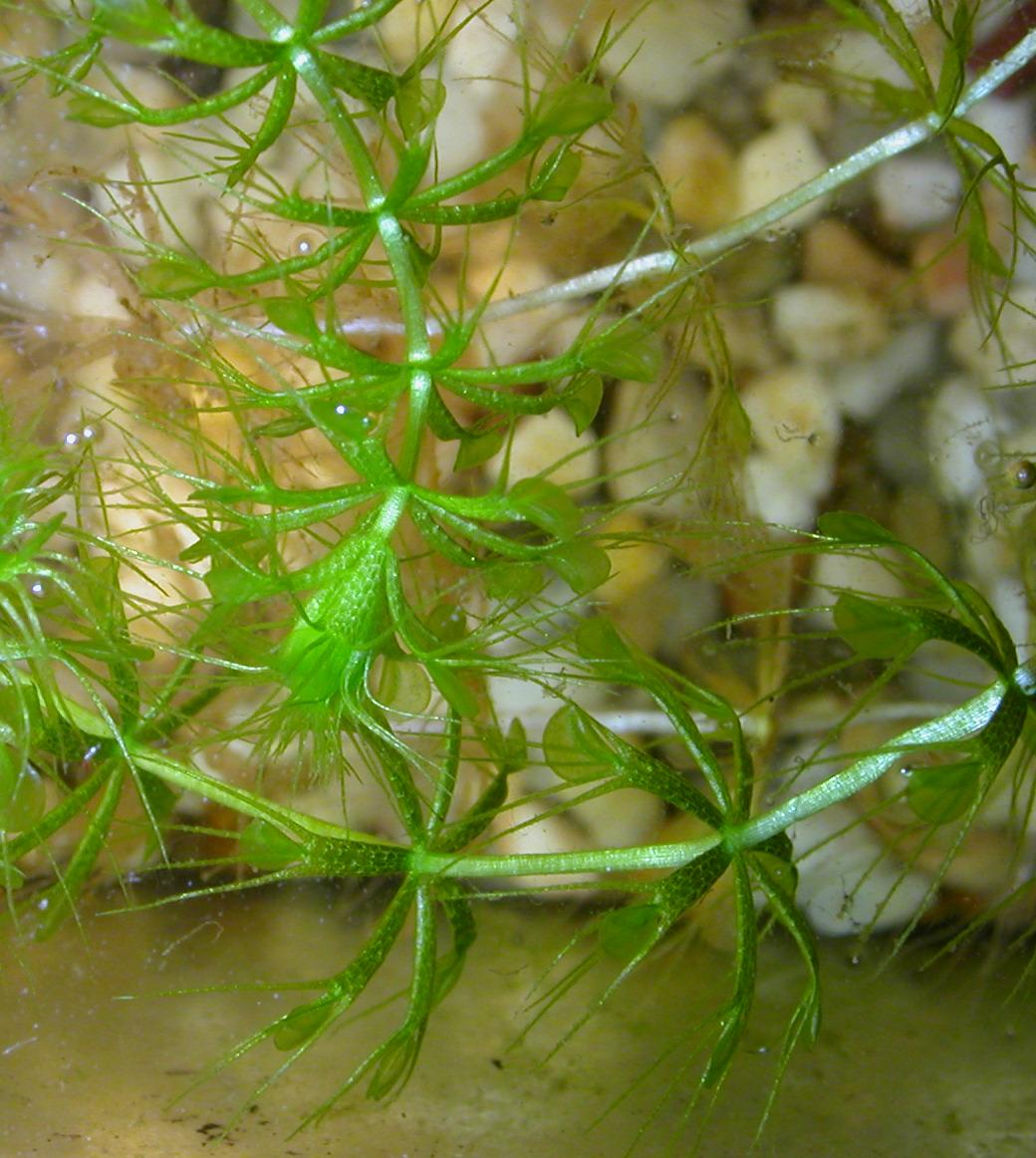
En su hábitat

## Morfología
La Aldrovanda vesiculosa es una planta acuática sin raíces. Las plántulas desarrollan una protoraiz corto; sin embargo, éste no llega a desarrollarse y senece. La planta está formada por tallos flotantes que alcanzan una longitud de 6-40 cm (2-16 pulgadas). Las hojas trampa de 2-3 mm (1⁄16-1⁄8 pulgadas) crecen en verticilos de entre 5 y 9 en estrecha sucesión a lo largo del tallo central de la planta. Las trampas propiamente dichas están sujetas por peciolos que tienen sacos de aire que ayudan a la flotación. Un extremo del tallo crece continuamente mientras que el otro extremo muere. El crecimiento es bastante rápido (4-9 mm (3⁄16-3⁄8 pulgadas) por día en las poblaciones japonesas), de modo que en condiciones óptimas se produce un nuevo verticilo una vez o más cada día.[cita requerida]
Es una planta herbácea perenne de agua dulce que no posee raíces, sólo el embrión presenta una rudimentaria raíz. Captura a sus presas con unas hojas que presentan un evento de plegamiento similar a una versión más pequeña de la Venus atrapamoscas. Captura en el agua pequeños animales, de preferencia las pulgas de agua, y otros animales pequeños como jóvenes larvas de mosquitos.

### Trampa
Las trampas propiamente dichas consisten en dos lóbulos que se pliegan para formar una trampa de disparo similar a la de la Venus atrapamoscas, salvo que es más pequeña y se encuentra bajo el agua. Estas trampas, que se retuercen para que las aberturas de la trampa apunten hacia fuera, están revestidas en su interior por una fina capa de pelos gatillo, que se cierran de golpe en respuesta al contacto con los invertebrados acuáticos y los atrapan. El cierre de esta trampa tarda entre 10 y 20 milisegundos, lo que la convierte en uno de los ejemplos más rápidos de movimiento vegetal del reino. Este atrapamiento sólo es posible en condiciones cálidas de al menos 20 °C. Cada trampa está rodeada por entre cuatro y seis cerdas de 6-8 milímetros de longitud que impiden que se activen las trampas por los residuos presentes en el agua.[cita requerida]

### Reproducción

#### Flores
Las pequeñas y solitarias flores blancas de la vesiculosa se sostienen por encima del agua mediante cortos pedúnculos que surgen de los ejes del tallo.  La flor sólo se abre durante unas horas, tras las cuales la estructura vuelve a situarse bajo el agua para la producción de semillas. Las semillas son criptocotiledóneas: los cotiledones permanecen ocultos dentro de la cubierta de la semilla y sirven como almacén de energía para la plántula. La floración, sin embargo, es rara en las regiones templadas y poco exitosa en cuanto al desarrollo de frutos y semillas.

#### Divisiones
Aldrovanda vesiculosa se reproduce con mayor frecuencia a través de la reproducción vegetativa. En condiciones favorables, las plantas adultas producirán un vástago cada 3-4 centímetros (1,2-1,6 plg), dando lugar a nuevas plantas a medida que las puntas siguen creciendo y los extremos viejos mueren y se separan. Debido a la rápida tasa de crecimiento de esta especie, se pueden producir innumerables plantas nuevas en un corto período de tiempo de esta manera.[cita requerida]

## Uso
Utilizada como planta ornamental y control biológico.

## Taxonomía
Aldrovanda vesiculosa fue descrita por Carlos Linneo  y publicado en Species Plantarum 1: 281. 1753.
Etimología
Aldrovanda: nombre genérico que recibe su nombre en honor del naturalista italiano Ulisse Aldrovandi, fundador del Jardín Botánico de Bolonia. 
vesiculosa: epíteto latíno que significa "con vesículas".
Sinonimia
- Aldrovanda generalis E.H.L.Krause
- Aldrovanda verticillata Roxb.
- Aldrovanda vesiculosa var. australis Darwin
- Aldrovanda vesiculosa var. duriaei Casp.
- Aldrovanda vesiculosa var. verticillata (Roxb.) Darwin
- Drosera aldrovanda F.Muell.[11]